# Quốc hội Hoa Kỳ khóa 119
Quốc hội Hoa Kỳ khóa 119 (tiếng Anh: 119th United States Congress) là nhiệm kỳ hiện tại của nhánh lập pháp chính quyền liên bang Hoa Kỳ, gồm Thượng viện Hoa Kỳ và Hạ viện Hoa Kỳ. Nhiệm kỳ này triệu tập tại Washington, DC, từ ngày 3 tháng 1 năm 2025 đến ngày 3 tháng 1 năm 2027, được bắt đầu trong những ngày cuối cùng của nhiệm kỳ tổng thống của Joe Biden rồi kéo dài trong hai năm đầu tiên của nhiệm kỳ thứ hai của tổng thống Donald Trump. Kết quả cuộc bầu cử vào tháng 11 năm 2024 quyết định đa số ghế của cả hai viện đều thuộc về Đảng Cộng hòa, với tỉ lệ sít sao tại Hạ viện. 

## Sự kiện chính
- 3 tháng 1, 2025 (vào lúc 12:00 trưa EST): Quốc hội khóa 119 khai mạc với lễ nhậm chức của các nghị sĩ cũng như cuộc bầu cử Chủ tịch của Hạ viện Hoa Kỳ.
- 6 tháng 1, 2025: Phiên họp chung nhằm kiểm phiếu đại cử tri và chứng thực kết quả của cuộc bầu cử tổng thống Hoa Kỳ năm 2024 .
- 20 tháng 1, 2025: Lễ nhậm chức Tổng thống lần thứ hai của Donald Trump.

## Lãnh đạo
Lưu ý: các nghị sĩ đảng Dân chủ gọi nhóm nghị sĩ của mình là "Cuộc họp kín" hay "Mật nghị" trong khi các nghị si của đảng Cộng hòa sử dụng thuật ngữ "Hội nghị".

### Thượng viện

#### Chủ tọa
- Chủ tịch Thượng việnKamala Harris (D),
đến 20 tháng 1, 2025JD Vance (R),
từ 20 tháng 1, 2025

Chủ tịch Thượng viện:
- - Kamala Harris (đến 20 tháng 1, 2025)
  - JD Vance (từ 20 tháng 1, 2025)
- Chủ tịch Thượng viện tạm quyền: Chuck Grassley

#### Ban Lãnh đạo Đảng Cộng hòa đa số
- Lãnh đạo Đa số Thượng viện: John Thune (SD)
- Phó Lãnh đạo Đa số Thượng viện: John Barrasso (WY)
- Chủ tịch Hội nghị Đảng Cộng hòa Thượng viện: Tom Cotton (AR)
- Chủ tịch Ủy ban Chính sách Đảng Cộng hòa Thượng viện: Shelley Moore Capito (WV)
- Phó Chủ tịch Hội nghị Đảng Cộng hòa Thượng viện: James Lankford (OK)
- Chủ tịch Ủy ban Quốc gia Đảng Cộng hòa Thượng viện: Tim Scott (SC)
- Chủ tịch Ủy ban Chỉ đạo Đảng Cộng hòa Thượng viện: Mike Lee (UT)
- Phó Kỷ luật viên trưởng: Mike Crapo (ID)

### Hạ viện

#### Chủ tọa
- Chủ tịch Hạ viện: Mike Johnson (LA)

#### Ban Lãnh đạo Đảng Cộng hòa đa số
- Lãnh đạo Đa số Hạ viện: Steve Scalise (LA 1)
- Phó Lãnh đạo Đa số Hạ viện: Tom Emmer (MN 6)
- Chủ tịch Hội nghị Đảng Cộng hòa Hạ viện: Lisa McClain (MI 9)
- Phó Chủ tịch Hội nghị Đảng Cộng hòa Hạ viện: Blake Moore (UT 1)
- Thư ký Hội nghị Đảng Cộng hòa Hạ viện: Erin Houchin (IN 9)
- Chủ tịch Ủy ban Quốc gia Đảng Cộng hòa Hạ viện: Richard Hudson (NC 9)
- Chủ tịch Ủy ban Chính sách Đảng Cộng hòa Hạ viện: Kevin Hern (OK 1)

## Thành viên

### Thượng viện
- Alabama
- Alaska
- Arizona
- Arkansas
- California
- Colorado
- Connecticut
- Delaware
- Florida
- Georgia
- Hawaii
- Idaho
- Illinois
- Indiana
- Iowa
- Kansas
- Kentucky
- Louisiana
- Maine
- Maryland
- Massachusetts
- Michigan
- Minnesota
- Mississippi
- Missouri
- Montana
- Nebraska
- Nevada
- New Hampshire
- New Jersey
- New Mexico
- New York
- North Carolina
- North Dakota
- Ohio
- Oklahoma
- Oregon
- Pennsylvania
- Rhode Island
- South Carolina
- South Dakota
- Tennessee
- Texas
- Utah
- Vermont
- Virginia
- Washington
- West Virginia
- Wisconsin
- Wyoming

Các con số  đề cập đến nhóm ghế Thượng viện của các Thượng nghị sĩ. Tất cả các ghế nhóm 1 đã tham gia tranh cử trong cuộc bầu cử vào tháng 11 năm 2024 . Trong Quốc hội khóa này, nhóm 1 đang ở đầu nhiệm kỳ và sẽ tái tranh cử vào năm 2030; nhóm 2 đang ở cuối nhiệm kỳ và sẽ tái tranh cử vào năm 2026 trong khi nhóm 3 đang ở giữa nhiệm kỳ và sẽ tái tranh cử vào năm 2028.
| ▌2. Tommy Tuberville (R) ▌3. Katie Britt (R) ▌2. Dan Sullivan (R) ▌3. Lisa Murkowski (R) ▌1. TBD ▌3. Mark Kelly (D) ▌2. Tom Cotton (R) ▌3. John Boozman (R) ▌1. Adam Schiff (D) ▌3. Alex Padilla (D) ▌2. John Hickenlooper (D) ▌3. Michael Bennet (D) ▌1. Chris Murphy (D) ▌3. Richard Blumenthal (D) ▌1. Lisa Blunt Rochester (D) ▌2. Chris Coons (D) ▌1. Rick Scott (R) ▌3. Marco Rubio (R) ▌2. Jon Ossoff (D) ▌3. Raphael Warnock (D) ▌1. Mazie Hirono (D) ▌3. Brian Schatz (D) ▌2. Jim Risch (R) ▌3. Mike Crapo (R) ▌2. Dick Durbin (D) ▌3. Tammy Duckworth (D) ▌1. Jim Banks (R) ▌3. Todd Young (R) ▌2. Joni Ernst (R) ▌3. Chuck Grassley (R) ▌2. Roger Marshall (R) ▌3. Jerry Moran (R) ▌2. Mitch McConnell (R) ▌3. Rand Paul (R) ▌2. Bill Cassidy (R) ▌3. John Kennedy (R) ▌1. Angus King (I) ▌2. Susan Collins (R) ▌1. Angela Alsobrooks (D) ▌3. Chris Van Hollen (D) ▌1. Elizabeth Warren (D) ▌2. Ed Markey (D) ▌1. Elissa Slotkin (D) ▌2. Gary Peters (D) ▌1. Amy Klobuchar (DFL) ▌2. Tina Smith (DFL) ▌1. Roger Wicker (R) ▌2. Cindy Hyde-Smith (R) ▌1. Josh Hawley (R) ▌3. Eric Schmitt (R) | ▌1. Tim Sheehy (R) ▌2. Steve Daines (R) ▌1. Deb Fischer (R) ▌2. Pete Ricketts (R) ▌1. Jacky Rosen (D) ▌3. Catherine Cortez Masto (D) ▌2. Jeanne Shaheen (D) ▌3. Maggie Hassan (D) ▌1. Andy Kim (D) ▌2. Cory Booker (D) ▌1. Martin Heinrich (D) ▌2. Ben Ray Luján (D) ▌1. Kirsten Gillibrand (D) ▌3. Chuck Schumer (D) ▌2. Thom Tillis (R) ▌3. Ted Budd (R) ▌1. Kevin Cramer (R) ▌3. John Hoeven (R) ▌1. Bernie Moreno (R) ▌3. TBD ▌2. Markwayne Mullin (R) ▌3. James Lankford (R) ▌2. Jeff Merkley (D) ▌3. Ron Wyden (D) ▌1. David McCormick (R) ▌3. John Fetterman (D) ▌1. Sheldon Whitehouse (D) ▌2. Jack Reed (D) ▌2. Lindsey Graham (R) ▌3. Tim Scott (R) ▌2. Mike Rounds (R) ▌3. John Thune (R) ▌1. Marsha Blackburn (R) ▌2. Bill Hagerty (R) ▌1. Ted Cruz (R) ▌2. John Cornyn (R) ▌1. John Curtis (R) ▌3. Mike Lee (R) ▌1. Bernie Sanders (I) ▌3. Peter Welch (D) ▌1. Tim Kaine (D) ▌2. Mark Warner (D) ▌1. Maria Cantwell (D) ▌3. Patty Murray (D) ▌1. Jim Justice (R) ▌2. Shelley Moore Capito (R) ▌1. Tammy Baldwin (D) ▌3. Ron Johnson (R) ▌1. John Barrasso (R) ▌2. Cynthia Lummis (R) |  |

### Hạ viện
Tất cả 435 ghế đã tham gia tranh cử ở cuộc bầu cử năm 2024.
- Alabama
- Alaska
- Arizona
- Arkansas
- California
- Colorado
- Connecticut
- Delaware
- Florida
- Georgia
- Hawaii
- Idaho
- Illinois
- Indiana
- Iowa
- Kansas
- Kentucky
- Louisiana
- Maine
- Maryland
- Massachusetts
- Michigan
- Minnesota
- Mississippi
- Missouri
- Montana
- Nebraska
- Nevada
- New Hampshire
- New Jersey
- New Mexico
- New York
- North Carolina
- North Dakota
- Ohio
- Oklahoma
- Oregon
- Pennsylvania
- Rhode Island
- South Carolina
- South Dakota
- Tennessee
- Texas
- Utah
- Vermont
- Virginia
- Washington
- West Virginia
- Wisconsin
- Wyoming
- Đại biểu

## Ủy ban

### Thượng viện
| Ủy ban                                         | Chủ tịch | Lãnh đạo Đối lập |
| ---------------------------------------------- | -------- | ---------------- |
| Lão hóa (Đặc biệt)                             | TBD      | TBD              |
| Nông nghiệp, Dinh dưỡng và Lâm nghiệp          | TBD      | TBD              |
| Phân bổ ngân sách                              | TBD      | TBD              |
| Dich vụ Vũ trang                               | TBD      | TBD              |
| Ngân hàng, Gia cư và Đô thị                    | TBD      | TBD              |
| Ngân sách                                      | TBD      | TBD              |
| Thương mại, Khoa học và Giao thông vận tải     | TBD      | TBD              |
| Năng lượng và Tài nguyên thiên nhiên           | TBD      | TBD              |
| Môi trường và Công trình công cộng             | TBD      | TBD              |
| Đạo đức (Chọn lọc)                             | TBD      | TBD              |
| Tài chính                                      | TBD      | TBD              |
| Đối ngoại                                      | TBD      | TBD              |
| Y tế, Giáo dục, Lao động và Lương hưu          | TBD      | TBD              |
| An ninh Nội địa và Các vấn đề Chính phủ        | TBD      | TBD              |
| Các vấn đề về Người da đỏ (Chọn lọc Vĩnh viễn) | TBD      | TBD              |
| Tình báo (Chọn lọc)                            | TBD      | TBD              |
| Kiểm soát ma tuý quốc tế (Họp kín Vĩnh viễn)   | TBD      | TBD              |
| Tư pháp                                        | TBD      | TBD              |
| Quy tắc và Quản lý                             | TBD      | TBD              |
| Doanh nghiệp nhỏ và Doanh nhân                 | TBD      | TBD              |
| Cựu chiến binh                                 | TBD      | TBD              |

### Hạ viện
| Ủy ban                              | Chủ tịch | Lãnh đạo Đối lập |
| ----------------------------------- | -------- | ---------------- |
| Nông nghiệp                         | TBD      | TBD              |
| Phân bổ ngân sách                   | TBD      | TBD              |
| Dịch vụ Vũ trang                    | TBD      | TBD              |
| Ngân sách                           | TBD      | TBD              |
| Giáo dục và Lao động                | TBD      | TBD              |
| Năng lượng và Thương mại            | TBD      | TBD              |
| Đạo đức                             | TBD      | TBD              |
| Dịch vụ tài chính                   | TBD      | TBD              |
| Ngoại giao                          | TBD      | TBD              |
| An ninh Nội địa                     | TBD      | TBD              |
| Quản lý                             | TBD      | TBD              |
| Tình báo (Chọn lọc Vĩnh viễn)       | TBD      | TBD              |
| Tư pháp                             | TBD      | TBD              |
| Tài nguyên Thiên nhiên              | TBD      | TBD              |
| Giám sát và Cải cách                | TBD      | TBD              |
| Quy tắc                             | TBD      | TBD              |
| Khoa học, Vũ trụ và Công nghệ       | TBD      | TBD              |
| Doanh nghiệp nhỏ                    | TBD      | TBD              |
| Giao thông Vận tải và Cơ sở hạ tầng | TBD      | TBD              |
| Cựu chiến binh                      | TBD      | TBD              |
| Cách thức và Phương tiện            | TBD      | TBD              |

### Liên hợp
| Ủy ban    | Chủ tịch | Lãnh đạo Đối lập |
| --------- | -------- | ---------------- |
| Kinh tế   | TBD      | TBD              |
| Thư viện  | TBD      | TBD              |
| In ấn     | TBD      | TBD              |
| Đánh thuế | TBD      | TBD              |

## Cán bộ, viên chức

### Quốc hội
- Kiến trúc sư Điện Capitol: Trống
- Bác sĩ : Brian P. Monahan

### Thượng viện
- Tuyên úy: Barry Black (Cơ Đốc Phục Lâm)
- Người phụ trách: Melinda Smith
- Sử gia: Betty Koed
- Thủ thư : Leona I. Faust
- Nghị sĩ Hùng biện : TBD
- Thư ký: TBD
- An ninh viên và Người giữ cửa: TBD

### Hạ viện
- Tuyên úy: Margaret G. Kibben (Trưởng Lão)
- Giám đốc hành chính: TBD
- Thư ký: TBD
- Sử gia: Matthew Wasniewski
- Nghị sĩ Hùng biện: Jason Smith
- Thư ký phát biểu: Tylease Alli (D) và Susan Cole (R)
- Sergeant at Arms: TBD